# 傑克克里克 (內華達州)
傑克克里克（英語：Jack Creek）是位於美國內華達州埃爾科縣的非建制地區。

## 地理
傑克克里克所處的海拔為高於海平面1880米（即6168英呎），而該地所採用的時區為UTC-8，即太平洋时区（PST）。同時該地設有夏令時間，為UTC-8調快一小時，即UTC-7（PDT）。